# Buba
Buba är en ort i Guinea-Bissau. Den är huvudort för regionen Quinara, i den södra delen av landet, 70 km öster om huvudstaden Bissau. Folkmängden uppgår till cirka 8 000 invånare.